# ラ・アトレ
株式会社ラ・アトレは、東京都港区に本社を置く不動産会社。

## 沿革
- 1990年12月 - 株式会社ラ・トレにじゅういち設立。
- 1994年10月 - 本店を東京都港区南麻布に移転。
- 2000年1月 - 商号を「ラ・アトレ」に変更。日本証券業協会のグリーンシートに株式登録。
- 2006年6月 - 大証ヘラクレスに上場。
- 2020年
  - 6月29日 - ジャスダック上場廃止。
  - 7月1日 - 持株会社制へ移行。同時に株式会社LAホールディングスがラ・アトレに代わってジャスダックへ上場[1][2]。
- 2023年6月14日 - 福岡証券取引所本則市場へ上場[3]。

## 特徴
成長戦略として「脱特化全方位型ビジネスモデル」を標榜している。不動産業界においては新築のデベロッパーと中古再生の業者は完全に分かれており、新築と中古の両方を手掛けている会社は上場企業ではほとんどない。また、またそれぞれの分野においても、例えば新築ならファミリー／コンパクト／戸建住宅、中古ならリフォーム（一居住区ごと）／リノベーション（一棟ごと）／コンバージョン（建物用途転換）というように専門化が進んでいる。ラ・アトレの戦略はこれの逆を行こうというもので、全分野の事業を少しずつ手掛けることで大手とのシェア争いを避け、総合不動産企業として着実に成長を遂げていこうというものである。その代わりに営業エリアを首都圏（東京・千葉・神奈川・埼玉）に絞り込み、営業力の集中と精度の高い物件情報を得ようとしている。

## 再生不動産事業
再生不動産事業は同社の売上高の5割以上を占める主力事業。
- リニューアル／リノベーション

区分所有のマンションを買い取り、躯体だけを残して完全にリフォームする。床材や壁紙を張り替えるのはもちろん、建具や水周りをデザイン性の高い仕様に交換し、場合によっては間取りごと改造して新築同様に仕上げる。交通や買い物の便のよい都心部の物件が、新築同様の機能・内装を備え、かつ7割程度の予算で手に入るということで人気が高まっている。「リノベーション」の場合はさらに外壁やエントランスなど共用スペースにも手を加え、建物を一棟丸ごと改築する。これは企業の寮や社宅を分譲マンションとして再生する場合に多い。
- コンバージョン

また、近年都心部においてはオフィスビルの建て替えが急ピッチで進み、新しいビジネス街が続々誕生しているが、その一方で古いオフィスビルは空室が目立ち借り手が付かなくなっている。このようなビルを買い取って個人向けオフィスやトランクルームにしたり、あるいは大胆に改造して職住接近をウリにした分譲用マンションに用途変更する「コンバージョン」も手掛けている。これまでなら解体し建て替えるしかなかった不動産が、収益の見込める資産として再生されるということで、ここ数年は企業間取引が増えている。
- 耐震強化

元一級建築士による構造計算書偽造問題が発覚してから耐震強度に対して市場のチェックが特に厳しくなっており、若干でも順法性に疑義のある物件はほとんど買い手が付かず、タダ同然に放出されている。同社には順法性に欠ける物件に耐震工事を施して適法レベルに強化するノウハウもあるため、不動産再生は同社の収益率の高い事業の1つとなっている。
- 住生活基本法

2006年6月、国土交通省は「住生活基本法」を公布した。日本は住宅の平均寿命が30年と欧米に比べて短く（米国の44年、英国の75年）、中古住宅の流通シェアも小さい。環境への負荷や国民への住宅供給政策から国はこの状況を改め、住宅における「量」から「質」への転換を推し進めようとしている（具体的にはリフォーム実施率を2.4％→5％へ、中古住宅の流通シェアうを13％→23％にするなど）。ラ・アトレの再生不動産事業にとって、これは大きな追い風になると見られている。
- 再生事業を手掛けた経緯

岡本社長以下現取締役陣が会社を立ち上げて間もない頃は土地バブル崩壊後で、土地を購入してマンションを建設しても、完成する頃にはさらに地価が下がって利益が上げられない時期だった。銀行からも長期の融資が受けにくかったため、「リニューアルマンション販売」を手掛けたという。これだと資金を借り入れて中古物件を購入し、リフォームを施して販売するまで約3カ月間で回るので、資金繰りが可能であったという。その後、リストラを進める企業から社宅が放出されるようになったので「リノベーション事業」に進出し、空き室の目立つ物件を購入し耐震工事や内装工事を手掛けて収益性を高めて販売する「インベストメントプロジェクト業務」へと発展させていった。

## 新築物件事業
ラ・アトレの売上高の4割程度を占める。いわゆるデベロップメント事業だが、主に総額10億円前後の小型物件で、デザインセンス重視の限定モデル的なマンションを創っている。ほかに不整形地（いわゆる旗地と呼ばれる道路に面した入口が小さくて奥が広い）にタウンハウスを建設したり、価格1億円超の高級一戸建て住宅も手掛けている。また、自らは開発に着手しないが仕入れた土地に安全性の調査と建設企画を付加して同業他社に提供する「ランドプロジェクト」、他社が建設したマンションに家具やインテリアコーディネートを施して販売する「新築マンション販売事業」なども行っている。

## 不動産証券化事業
2007年からスタートした。一般的な不動産証券化事業は、不動産会社が自社で建てた物件をファンドに売る「出口戦略」である場合が多いが、ラ・アトレのそれは中古マンション（賃借人がいる状態）をまずファンドが保有して賃料収入を得て運営しながら、賃借人が転出した物件からラ・アトレが買い取ってリニューアルを施し、再生マンションとして分譲する「入口戦略」になっている点がユニークである。ファンドを運営する特別目的会社(SPC)はラ・アトレの連結対象になるが、倒産隔離がはかれているSPCにはノンリコースローンから独立した融資枠が設定されるので、都心部の不動産価格が上昇傾向にある昨今、資金調達面で有利に展開できるという戦略もある。

## 不動産管理事業
自ら保有する収益物件から家賃収入を得たり、インベメント事業で売却前の物件やファンド保有物件の賃貸管理代行を行う。

## ゴルフ会員権事業
ゴルフ会員権の売買を仲介するビジネスで、ラ・アトレ創設期からある。岡本社長の旧知の人物がノウハウを持っており「一部門に加えてくれ」と参加したのが始まり。全国2400コース、関東800コースが対象。上場企業でこのビジネスを手掛けているのはラ・アトレくらい。

## 中期経営計画
2008～2010年を「1stステージ」、2010～2013年を「2ndステージ」とする経営計画。具体的には2008年度の売上100億円・経常利益6.8億円からスタートし、1stステージが終了する2009年3月には売上150億円・経常利益11億円に、さらに2ndステージが完了する2010年3月までには売上210億・経常利益16.8億円を達成しようというもの。不動産証券化事業の参入したのはその一環で、さらに今後は建物管理業務や建築工事業務をM&Aで取り込むことによって、事業を拡大する予定。併せて経営基盤の強化や人材の育成、経営管理体制の強化も行うとしている。

## 備考

### 岡本英
1961年1月18日生まれ。出身は東京都中野区。法政大学第一高等学校（現・法政大学高等学校）→法政大学法学部卒。高校時代はテニス、アイスホッケー、大学時代はボディビル部に所属した。また、高校3年生の終わりから大学を卒業するまでの5年間、肉の万世でアルバイトを続け「生活に密着した産業」の一端を垣間見る。家族・親戚に経営者が多く子供の頃から将来の夢は「社長」だったが、大学生になり「30歳までに起業する」と具体的な目標が定まる。人間の暮らしに欠かせない「衣食住」に携わる仕事から、一番大きな商売となる「住」を選び、大学3年生の秋に宅地建物取引士（当時は宅地建物取引主任者）資格を取得。卒業後、中堅マンションデベロッパーの香陵商事に入社。6カ月目に課長、1年目に本部長に昇進し、4年目には26歳で子会社セントヒルズ販売の代表取締役に就任する。岡本はこの会社を3年間で売上10億・社員40人から売上120億・社員数100人規模の会社に成長させる。そして1990年、当時の部下4人（現在の取締役陣）を引き連れて独立、ラ・アトレの前身会社であるラ・アトレにじゅういちを起業した。なお1996年にはイタリア料理レストランの会社「株式会社メティウスフーズ」も起業し、代表取締役社長に就任する（現在は退任している）。2013年3月に株式会社ラ・アトレの社長を退任して取締役会長となる。

### 株式会社メティウスフーズ
株式会社メティウスフーズはイタリアンレストランの経営及び飲食店経営の企画コンサルタント業務を行なう。「メティウスフーズ」は、ギリシャ語で食の神様と言う意味である。都内を中心に14店舗のイタリアンレストランを展開する。株式会社メティウスフーズはラ・アトレの株式を2.4％保有する第5位の大株主である。

### その他
2022年現在の社長である脇田栄一は、元新進棋士奨励会員（長谷部久雄門下）だが、1990年に退会している。日本将棋連盟指導棋士の資格を持っており、2022年現在は六段。

## 関連図書
「宇宙」に学ぶ経営哲学―“魅力”創造企業ラ・アトレの全方位「脱・特化」型ビジネスとは：鶴蒔靖夫著  IN通信社刊　ISBN 4872182766